# Corupá
Corupá, amtlich portugiesisch Município de Corupá, ist eine Kleinstadt im Staate Santa Catarina im Süden Brasiliens. Die Bevölkerung wurde zum 1. Juli 2021 mit 16.300 Einwohner geschätzt, die Corupaenser genannt werden und auf eine Gemeindefläche von rund 405,8 km² leben. Die Höhe über dem Meeresspiegel wird mit 75 m angegeben. Die Entfernung zur Hauptstadt Florianópolis beträgt 205 km.
Die Stadt lebt vorwiegend vom Fremdenverkehr und von der Landwirtschaft, dazu gehören vor allem bedeutende Plantagen der Bananen und der Orchideen in der Umgebung.

## Geschichte
Der Ort wurde 1897 gegründet, 1910 wurde eine Bahnstrecke gebaut. In Corupá siedelten zahlreiche Immigranten aus Deutschland, Österreich und der Schweiz. Die unabhängige Stadt ist 1958 durch eine Trennung von Jaraguá do Sul entstanden.

## Sehenswürdigkeiten
Zu den Sehenswürdigkeiten der Stadt gehören das Museum Seminário Sagrado Coração de Jesus und zahlreiche Wasserfälle wie die Wasserfälle Cachoeira da Broaca und Cachoeira Braço Esquerdo. Unter dem Namen Rota das Cachoeiras (Weg der Wasserfälle) ist der in 10 km Entfernung vom Ortskern gelegene private Naturpark „Emílio Fiorentino Battistella“ bekannt. Das 1400 ha große Gebiet ist durch zwei Wanderwege erschlossen und umfasst eine Kette von 14 Wasserfällen, von denen der größte, der Salto Grande, etwa 150 m in die Tiefe stürzt.